# Brielles
Brielles település Franciaországban, Ille-et-Vilaine megyében. Lakosainak száma 679 fő (2022. január 1.). Brielles Argentré-du-Plessis, Gennes-sur-Seiche, Le Pertre és Cuillé községekkel határos.

## Népesség
A település népességének változása:
| Lakosok száma | 582  | 501  | 484  | 627  | 705  | 717  | 687  | 670  | 666  | 679  |
|               | 1968 | 1982 | 1990 | 2006 | 2013 | 2015 | 2017 | 2019 | 2020 | 2022 |